# رودلتس هاوزن
رودلتس هاوزن (به آلمانی: Rudelzhausen) یک شهر در آلمان است که در بایرن واقع شده‌است.

## خصوصیات
رودلتس هاوزن ۴۰٫۸۲ کیلومترمربع مساحت دارد ۴۴۰ متر بالاتر از سطح دریا واقع شده‌است.